# يوحنا روبرتسون
يوحنا روبرتسون (بالإنجليزية: John Robertson)‏ (28 مارس 1976 في المملكة المتحدة - ) هو لاعب كرة قدم بريطاني في مركز الدفاع. لعب مع أكسفورد يونايتد وسانت جونستون ونادي بارتيك ثيسل ونادي روس كاونتي وهاميلتون أكاديميكال ونادي سترنرير ‏ ونادي آير يونايتد.

## وصلات خارجية
- يوحنا روبرتسون على موقع قاعدة بيانات كرة القدم.إي يو (الإنجليزية)
- يوحنا روبرتسون على موقع Soccerbase.com (لاعب) (الإنجليزية)